# Nalasi Magharibi
Nalasi Magharibi (übersetzt Nalasi West) ist ein Verwaltungsbezirk (Ward) des Distrikts Tunduru in der tansanischen Region Ruvuma.

## Geografie
Nalasi Magharibi liegt im Süden von Tansania etwa 70 Kilometer Luftlinie südwestlich der Distrikthauptstadt Tunduru an der Grenze zu Mosambik. Diese Grenze bildet der Fluss Rovuma. Der Bezirk grenzt im Norden an Nalasi Mashariki, im Nordosten an Mbesa, im Osten wieder an Nalasi Mashariki, im Süden an Mosambik und im Westen an Mchoteka. Bei der Volkszählung 2022 lebten 11.204 Menschen in 2966 Haushalten auf einer Fläche von 155 Quadratkilometern.

## Gliederung
Der Bezirk besteht aus vier Gemeinden (Mtaa) mit 28 Orten (Kitongoji):
| Nalasi - Kode - Changamoto - Motomoto - Mzalendo - Maarifa - Masuguru - Likorogo | Mkapunda - Mbati - Mtamba - Chinganga | Lipepo - Majiga - Kalulu - Shuleni - Namtumbo - Iringa | Wenje - Chemka - Mlimani - Kapindimbi - Legeza - Muungano - Kijiweni - Mjini - Msikitini - Cheleweni - Pinchunsi - Nanilili - Zanzibara - Naikula |

## Wirtschaft und Infrastruktur
- Bildung: Die Nalasi Secondary School ist eine staatliche weiterführende Schule. Sie bildet rund 100 Mädchen und Burschen bis zur 4. Stufe (ordinary level) aus.[8]
- Gesundheit: Im Bezirk liegt ein staatliches Gesundheitszentrum.[9] Außerdem gibt es in den Gemeinden Nalasi und Wenje je eine staatliche Apotheke.[10][11]